# 南渓瑞聞

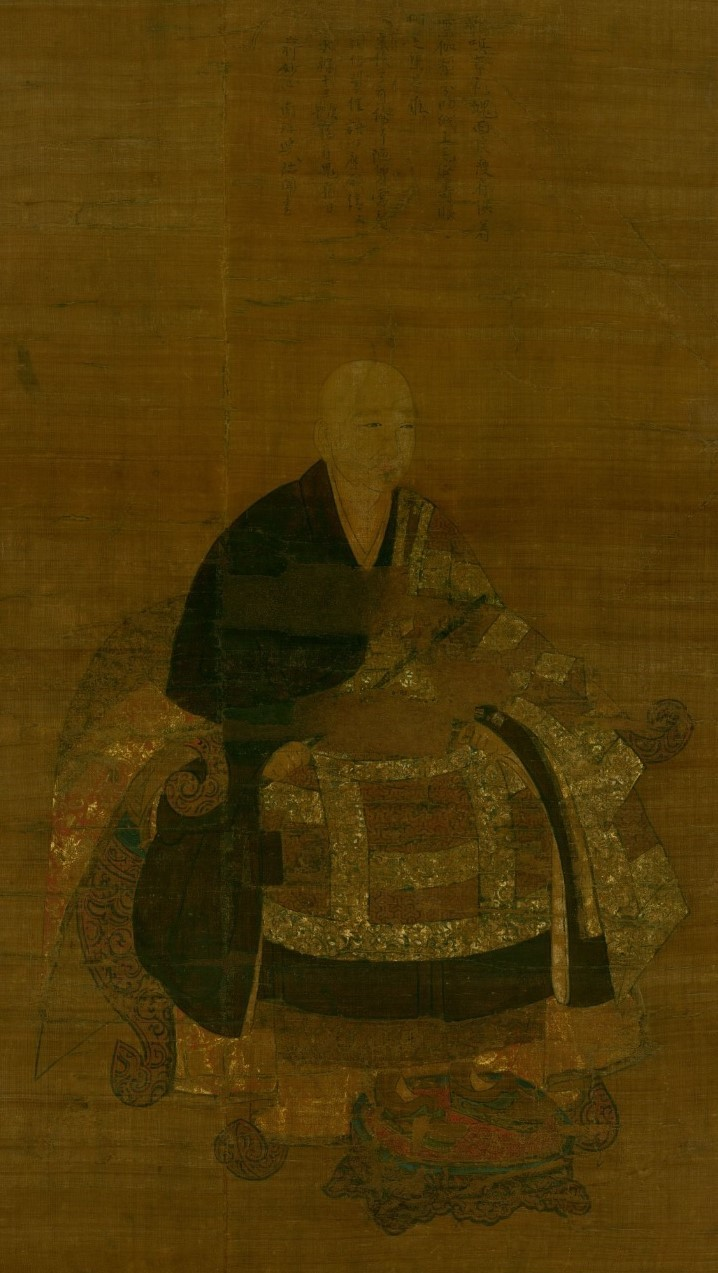
南渓瑞聞頂相(龍潭寺蔵)

南渓 瑞聞（なんけい ずいもん、生年不詳 - 天正17年9月28日（1589年11月6日））は、戦国時代の僧侶。臨済宗龍潭寺二世住職で、南渓和尚とも呼ばれる。今川義元の葬儀を取り仕切る安骨大導師なども務めた。井伊家出身で、女性の井伊直虎を同家当主に推薦したことから、当主不在時に井伊家を率いていた可能性が高い。

## 略歴
南渓瑞聞は、井伊谷城主・井伊直平の次男もしくは三男として生まれた。ただし、2016年に発見された位牌や、龍潭寺が所蔵する「南渓過去帳」には父実田秀公居士と記載されており、これが直平の法名でなければ父は別人ということになり、その事から養子説も出ているがはっきりしていない。龍潭寺一世住職として直平に招かれた黙宗瑞淵に弟子入りして出家し、同寺住職を継いだ。
天文13年（1544年）に兄弟の井伊直満・直義が今川義元の命により殺害された後、直満の子・亀之丞（後の直親）も殺すように命令があった際、直満の家老今村正実は南渓瑞聞と相談のうえで、師匠・黙宗瑞淵ゆかりの寺であった信濃国伊那郡市田郷の松源寺に書状を送り、そこに亀之丞を匿った。
直平の死後、井伊家は後継者が戦死したり讒言を信じた今川家に討たれたりするなどの危機が続いた、南渓瑞聞はそのような非常時に当たり、祐椿尼（直平の嫡孫・井伊直盛の未亡人）と相談のうえ､出家していた直盛の娘の次郎法師（後の井伊直虎）を同家当主に推薦した。武田家の侵攻により領地および城主国司の地位を失ったが、井伊家再興のために、井伊直政が徳川家康に仕えるきっかけを直虎らと共に作った。

## 登場する作品
- おんな城主 直虎（2017年、NHK大河ドラマ、演：小林薫）